# Ізотропія
| Симетрія у фізиці            | Симетрія у фізиці                 | Симетрія у фізиці            |
| Перетворення                 | Відповідна інваріантність         | Відповідний закон збереження |
| ---------------------------- | --------------------------------- | ---------------------------- |
| ⭥Трансляції часу             | Однорідність часу                 | …енергії                     |
| ⊠ C, P, CP і T-симетрії      | Ізотропність часу                 | …парності                    |
| ⭤ Трансляції простору        | Однорідність простору             | …імпульсу                    |
| ↺ Обертання простору         | Ізотропність простору             | …моменту імпульсу            |
| ⇆ Група Лоренца (бусти)      | Відносність Лоренц-коваріантність | …руху центра мас             |
| ~ Калібрувальне перетворення | Калібрувальна інваріантність      | …заряду                      |

Ізотропі́я, Ізотро́пність (від грец. ἴσος — рівний, однаковий та грец. τρόπος — напрям) — рівномірність (однаковість) в усіх напрямках.
1) Незалежність фізичної величини від напрямку (частіше кристалографічного), через що вона не описується за допомогою вектора; ізотропними є всі фізичні скалярні величини, особливо в кристалі, що належить до регулярної системи.
2) Однаковість фізичних властивостей речовини (теплопровідність, електропровідність, пружність, оптичні властивості тощо) в усіх напрямах. Ізотропність характерна для рідин, газів та аморфних тіл, на відміну від анізотропії кристалів.